# Голдендейл (Вашингтон)
Голдендейл (англ. Goldendale) — місто (англ. city) в США, в окрузі Клікітат штату Вашингтон. Населення — 3453 особи (2020).

## Географія
Голдендейл розташований за координатами 45°49′17″ пн. ш. 120°49′9″ зх. д. / 45.82139° пн. ш. 120.81917° зх. д. (45.821398, -120.819116).  За даними Бюро перепису населення США в 2010 році місто мало площу 6,54 км², уся площа — суходіл. В 2017 році площа становила 7,67 км², уся площа — суходіл.

### Клімат
| Клімат : Голдендейл     | Клімат : Голдендейл | Клімат : Голдендейл | Клімат : Голдендейл | Клімат : Голдендейл | Клімат : Голдендейл | Клімат : Голдендейл | Клімат : Голдендейл | Клімат : Голдендейл | Клімат : Голдендейл | Клімат : Голдендейл | Клімат : Голдендейл | Клімат : Голдендейл | Клімат : Голдендейл |
| Показник                | Січ.                | Лют.                | Бер.                | Квіт.               | Трав.               | Черв.               | Лип.                | Серп.               | Вер.                | Жовт.               | Лист.               | Груд.               | Рік                 |
| Абсолютний максимум, °C | 18,9                | 20,6                | 26,7                | 32,8                | 38,9                | 41,1                | 43,3                | 42,2                | 39,4                | 31,7                | 21,1                | 16,1                | 43,3                |
| Середній максимум, °C   | 2,8                 | 6,4                 | 11,3                | 15,4                | 19,7                | 24,1                | 29,6                | 29,3                | 24,7                | 16,9                | 7,9                 | 2,1                 | 15,9                |
| Середній мінімум, °C    | −4,2                | −2,9                | −0,7                | 1,0                 | 4,5                 | 7,5                 | 10,3                | 9,8                 | 5,3                 | 1,4                 | −2,2                | −4,4                | 2,2                 |
| Абсолютний мінімум, °C  | −33,9               | −27,2               | −19,4               | −7,8                | −6,7                | −1,1                | 0,0                 | 0,0                 | −7,2                | −14,4               | −22,8               | −27,8               | −33,9               |
| Норма опадів, мм        | 76                  | 49                  | 39                  | 23                  | 24                  | 17                  | 5                   | 7                   | 15                  | 35                  | 67                  | 79                  | 436                 |
| ----------------------- | ------------------- | ------------------- | ------------------- | ------------------- | ------------------- | ------------------- | ------------------- | ------------------- | ------------------- | ------------------- | ------------------- | ------------------- | ------------------- |
| Джерело:                |                     |                     |                     |                     |                     |                     |                     |                     |                     |                     |                     |                     |                     |

## Демографія
Згідно з переписом 2010 року, у місті мешкало 3407 осіб у 1462 домогосподарствах у складі 858 родин. Густота населення становила 521 особа/км².  Було 1635 помешкань (250/км²).
Расовий склад населення:
| - 88,3 % — білих - 4,1 % — корінних американців - 0,5 % — азіатів - 0,4 % — чорних або афроамериканців - 0,1 % — вихідців з тихоокеанських островів - 4,1 % — осіб інших рас |

До двох чи більше рас належало 2,6 %. Частка іспаномовних становила 8,4 % від усіх жителів.
За віковим діапазоном населення розподілялося таким чином: 25,1 % — особи молодші 18 років, 57,8 % — особи у віці 18—64 років, 17,1 % — особи у віці 65 років та старші. Медіана віку мешканця становила 40,4 року. На 100 осіб жіночої статі у місті припадало 94,1 чоловіків;  на 100 жінок у віці від 18 років та старших — 87,9 чоловіків також старших 18 років.
Середній дохід на одне домашнє господарство  становив 39 958 доларів США (медіана — 31 292), а середній дохід на одну сім'ю — 47 645 доларів (медіана — 41 484). Медіана доходів становила 39 706 доларів для чоловіків та 41 616 доларів для жінок. За межею бідності перебувало 24,1 % осіб, у тому числі 43,0 % дітей у віці до 18 років та 9,5 % осіб у віці 65 років та старших.
Цивільне працевлаштоване населення становило 924 особи. Основні галузі зайнятості: освіта, охорона здоров'я та соціальна допомога — 27,9 %, будівництво — 11,7 %, роздрібна торгівля — 10,4 %, науковці, спеціалісти, менеджери — 10,2 %.